# Parenteral
I medicinska sammanhang talar man om parenteral tillförsel av läkemedel, vätska eller näring. Den egentliga betydelsen är att man tillför något utan att det får passera tarmen, i vidare bemärkelse hela mag-tarmkanalen.
Parenteral tillförsel sker genom penetration av hud eller slemhinnor. Exempel på detta är intravenösa infusioner i form av dropp eller subkutana injektioner.